# Bạn gái 99 điểm
Bạn gái 99 điểm (Tiếng Trung: 99分女朋友, tiếng Anh: My Girl) là một bộ phim truyền hình Trung Quốc do Chung Thanh làm đạo diễn, với sự tham gia của Triệu Dịch Khâm và Lệ Gia Kỳ. Phim được phát sóng trên Youku vào ngày 17 tháng 6 năm 2020. Tại Việt Nam, phim được phát sóng vào lúc 22:00 tối các ngày trong tuần bắt đầu từ ngày 19/12/2022 trên kênh On CINE và phát lại vào lúc 12:15 các ngày trong tuần trên kênh VTV Cần Thơ bắt đầu từ ngày 8/1/2024.

## Nội dung phim
Mạnh Hồi là thợ trang điểm kiêm blogger làm đẹp nhưng lại có một khuôn mặt mang vết sẹo do tai nạn để lại và mắc hội chứng rối loạn đa nhân cách, khiến cô dễ dàng chuyển sang một "nhân dạng" khác mỗi khi gặp áp lực. Cuộc đời đầy thăng trầm của Mạnh Hồi bỗng lật sang trang mới khi gặp phải anh chàng tổng tài lạnh lùng keo kiệt Thẩm Ức của một công ty mỹ phẩm có tiếng, và cô chính thức trở thành nhân viên của anh.
Về phía Thẩm Ức, anh vốn tiếp cận Mạnh Hồi vì nhiều mục đích, như để có được công thức mỹ phẩm đột phá do cô sáng chế, hay để tìm hiểu xem liệu cô có phải cô bé năm xưa mà anh từng gây tai nạn và để lại sẹo hay không. Tuy nhiên, dần dần cả hai nảy sinh tình cảm cho nhau, nhưng những chiêu trò của giới thượng lưu sẽ không để yên để họ thành đôi.

## Phân vai

### Tuyến nhân vật chính
| Diễn viên                           | Vai      | Giới thiệu |
| ----------------------------------- | -------- | --- |
| Triệu Dịch Khâm (Lúc nhỏ: Từ Uy La) | Thẩm Ức  | Tổng giám đốc công ty mỹ phẩm LS. Vì muốn chuộc lại lỗi lầm gây ra lúc nhỏ, chấp nhận thua lỗ để tìm phương pháp tạo ra kem nền có thể che được sẹo.                                                                     |
| Lệ Gia Kỳ (lúc nhỏ: Du Hinh Nghiên) | Mạnh Hồi | Thợ trang điểm kiêm blogger làm đẹp. Trên mặt có một vết sẹo mờ do tai nạn hồi nhỏ gây ra. Mắc chứng bệnh Rối loạn đa nhân cách (DID - Dissociative identity disorder), khi căng thẳng sẽ biến thành một con người khác. |

### Các diễn viên khác
| Diễn viên                          | Vai            | Giới thiệu                                                                                              |
| ---------------------------------- | -------------- | --- |
| Phàn Trị Hân (Lúc nhỏ: Lý Dịch Vũ) | Tùy Ngạn       | Bác sĩ phẫu thuật thẩm mỹ, bạn thân của Thẩm Ức. Bạn trai Ngụy Lôi.                                     |
| Hà Mỹ Tuyền                        | Ngụy Lôi       | Người mẫu, sau này trở thành bạn thân nhất của Mạnh Hồi. Bạn gái Tùy Ngạn.                              |
| Bồ Đào                             | A Đào          | Nhà tâm lý học, bạn thân của Mạnh Hồi. Bạn gái Tưởng Khương.                                            |
| Tô Trạch Lâm                       | Tưởng Khương   | Trợ lý của Thẩm Ức, bạn trai A Đào.                                                                     |
| Trình Mộ Hiên                      | Hứa Tinh Dao   | Đối tác kinh doanh của Thẩm Ức, thích Thẩm Ức, nhiều lần phá hoại mối quan hệ giữa Thẩm Ức và Mạnh Hồi. |
| Thỏa Tông Hoa                      | Thẩm Thiên Sơn | Bố Thẩm Ức                                                                                              |
| Dương Minh Na                      | Dao Lôi Lam    | Vợ Thẩm Thiên Sơn                                                                                       |
| Vương Du                           | Tiểu Ba        | |
| Hồ Nguyên Quân                     | Mẹ Thẩm ức     | |
| Nhan Cảnh Dao                      | Mẹ Mạnh Hồi    | |
| Trang Thù Lăng                     | Tiểu Mỹ        | |
| Cao Khải Nguyên                    | Tô Tử Tân      | |

## Soundtrack
| STT | Nhan đề                              | Singer               | Thời lượng |
| --- | ------------------------------------ | -------------------- | ---------- |
| 1.  | "Imperfect, so what?" (不完美又怎样) | Huang Yali           | 3:55       |
| 2.  | "Pole Star" (极星)                   | Chen Xueran (陈雪燃) | 4:12       |
| 3.  | "99 Point Girl" (99分女孩)           | Stringer (弦子)      | 3:33       |
| 4.  | "Turn it Around" (回旋时间)          | Angela Hui (许靖韵)  | 3:10       |
| 5.  | "Lets Talk About Love" (快谈恋爱)    | Kym (金莎)           | 3:24       |

## Fun Facts
- Đây là lần hợp tác thứ hai của Triệu Dịch Khâm và Lệ Gia Kỳ trên màn ảnh, tác phẩm hợp tác đầu tiên của họ là Đợi đã, thanh xuân ơi!
- Biên kịch của phim cũng là biên kịch của bộ phim nổi tiếng Trần Thiên Thiên, ngày ấy bây giờ[5][6]

## Liên kết
- 网剧99分女朋友 trên Sina Weibo